# Sabotsy Anjiro
Sabotsy Anjiro è una città e comune del Madagascar situata nel distretto di Moramanga, regione di Alaotra Mangoro. 
La popolazione del comune rilevata nel censimento 2001 era pari a 14 743 unità.